# فرانك أ. بيتش
فرانك أ. بيتش (بالإنجليزية: Frank A. Beach)‏ هو عالم سلوك الحيوان أمريكي، ولد في 13 أبريل 1911 في إمبوريا في الولايات المتحدة، وتوفي في 15 يونيو 1988 في بيركيلي في الولايات المتحدة.